# Tseno Ureno
El Tseno Ureno (en yidis: צאנה וראינה), a veces llamado la Biblia de las mujeres, es una obra escrita en prosa en lengua yidis del año 1590, cuya estructura es paralela a la Parashá, la porción semanal de la Torá (Pentateuco) y a la Haftará utilizada en los servicios religiosos de adoración judía. El libro fue escrito por el Rabino Jacob ben Isaac Ashkenazi (1550–1625) de Janów Lubelski (Voivodato de Lublin, Polonia), y mezcla los pasajes bíblicos con las enseñanzas religiosas de la Mishná del Judaísmo rabínico, como la Agadá, el Midrash y el Talmud, que a veces se denominan: parábolas, alegorías, cuentos, anécdotas y leyendas.
El nombre de la obra deriva de un verso del Cantar de los Cantares que dice: "Ved y mirad, oh hijas de Sión", (Cant. 3:11).
La naturaleza de la fuente del nombre indica que el libro estaba dirigido a las mujeres, que habrían sido menos versadas que los hombres en el idioma hebreo, la lengua litúrgica judía. La página del título de la edición de Basilea de 1622 reconoció que las fuentes del libro incluían al comentarista Rashi (1040–1105) y la exégesis de Bahya ben Asher del siglo XIII, así como las diversas fuentes talmúdicas.
Para Sol Liptzin, el Tseno Ureno es un "libro fascinante y didáctico que podía ganar la aprobación de los estrictos líderes morales de los judíos de Europa oriental, y al mismo tiempo acompañar a las mujeres como su texto literario y devocional favorito desde la niñez hasta la vejez. Durante generaciones apenas había un hogar judío que no tenía una copia del libro".
El Tseno Ureno era común en los hogares judíos tradicionales en Europa del Este, y seguía a sus lectores a través del océano. El Rabino Israel Meir Kegan, el Jafetz Jaim, escribió sobre las generaciones anteriores que leían el libro Tseno Ureno cada Shabat.
La obra tuvo un impacto significativo en la difusión del conocimiento del Tanaj y de sus comentarios entre quienes no dominaban el idioma hebreo, principalmente las mujeres. Debido a su orientación hacia las mujeres lectoras, el libro está especialmente enfocado en las matriarcas bíblicas, los diversos pasajes mencionados en el Antiguo Testamento y el rescate de Moisés por parte de la hija del Faraón. Aunque hay representaciones del Paraíso y del Infierno, hay un énfasis en que la justicia se encuentra en servir a Dios de buena gana y de todo corazón, y no por la esperanza de obtener una recompensa, o por temor al castigo. La caridad y la limosna también se enfatizan en la obra.